# Marengo (Indiana)
Marengo é uma cidade  localizada no estado americano de Indiana, no Condado de Crawford.

## Demografia
Segundo o censo americano de 2000, a sua população era de 829 habitantes.
Em 2006, foi estimada uma população de 856, um aumento de 27 (3.3%).

## Geografia
De acordo com o United States Census Bureau tem uma área de
2,0 km², dos quais 2,0 km² cobertos por terra e 0,0 km² cobertos por água.

## Localidades na vizinhança
O diagrama seguinte representa as localidades num raio de 20 km ao redor de Marengo.